# Ígor Sikorski

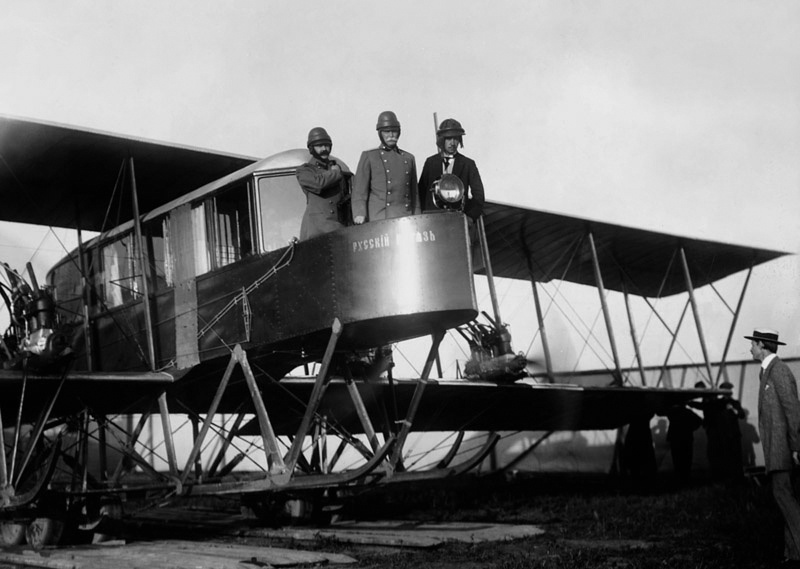
Els aviadors russos Sikorsky, Genner i Kaulbars a l'aeroplà Sikorski Russki Vityaz(1915)

Ígor Ivànovitx Sikorski (en rus: И́горь Ива́нович Сико́рский, en ucraïnès: Ігор Іванович Сікорський) (Kíev, Imperi Rus, (avui Ucraïna) 25 de maig de 1889 – Easton, Connecticut, Estats Units, 26 d'octubre de 1972), fou un pioner de l'aviació que va dissenyar el primer avió de quatre motors i el primer helicòpter fabricat en cadena.

## Biografia

### Inicis
Va estudiar al cos de cadets de la Marina Russa (1903-1906) a Sant Petersburg. L'any 1906 viatja a França on estudia enginyeria. El 1907 ingressa a l'Institut Tècnic de Kíev on manté amistat amb alguns pilots llegendaris russos -Víktor Tkakhov i Piotr Nésterov-. Dos anys més tard (1909) torna a França per aprendre sobre la ciència de navegació aèria (París per aquell temps era considerat com el centre aeronàutic d'Europa). A París va conèixer als enginyers i especialistes en el camp de l'aeronàutica.
Contrari als consells i tendències dominants, Sikorski decideix construir un helicòpter. Adquireix un motor de 25 CV (18,6 quilowatts) "Anzani" i torna a Kíev per començar a construir un avió d'ala rotatòria.
L'experiment va fallar, a causa de falta de l'empenyiment necessari del motor i poc coneixement específic en aerodinàmica del vol vertical - es van presentar problemes d'estabilitat, vibracions, potència i control tals que no van poder ser resolts en l'època.
Sikorski va tornar a enfocar la seva atenció en la construcció d'un avió d'ala fixa. La seva primera nau d'ala fixa, el S-1 va fallar, perquè el seu motor de 15 HP (11,2 quilowatts) no era adequat. El seu segon aeroplà, el S-2 passa les proves amb èxit.

### Reconeixement
L'experiència adquirida i la capacitat tècnica assolida en aquests aparells li van portar a ser nomenat dissenyador i enginyer cap de la Fàbrica de Vagons Rus-Bàltic. La cinquena aeronau construïda per Sikorski, el S-5, va guanyar el reconeixement nacional. Amb un motor de 50 HP (37,3 quilowatts), aquest aeroplà podria romandre en l'aire més d'una hora, aconseguir altures de 457 metres, i podria ser utilitzat per realitzar viatges curts.
El reconeixement de Sikorski com a constructor d'aeronaus arriba amb l'atorgament de la Llicència N 64 de la Federació Internacional d'Aeronàutica. L'any 1912 l'aeroplà S-6-A va tenir gran èxit a l'Exposició d'Aviació de Moscou, i més endavant aquest mateix any, va obtenir el primer premi en guanyar una competència militar a la ciutat de Sant Petersburg. Des d'aquest moment Sikorski comença a proveir amb els seus avions l'exèrcit rus.

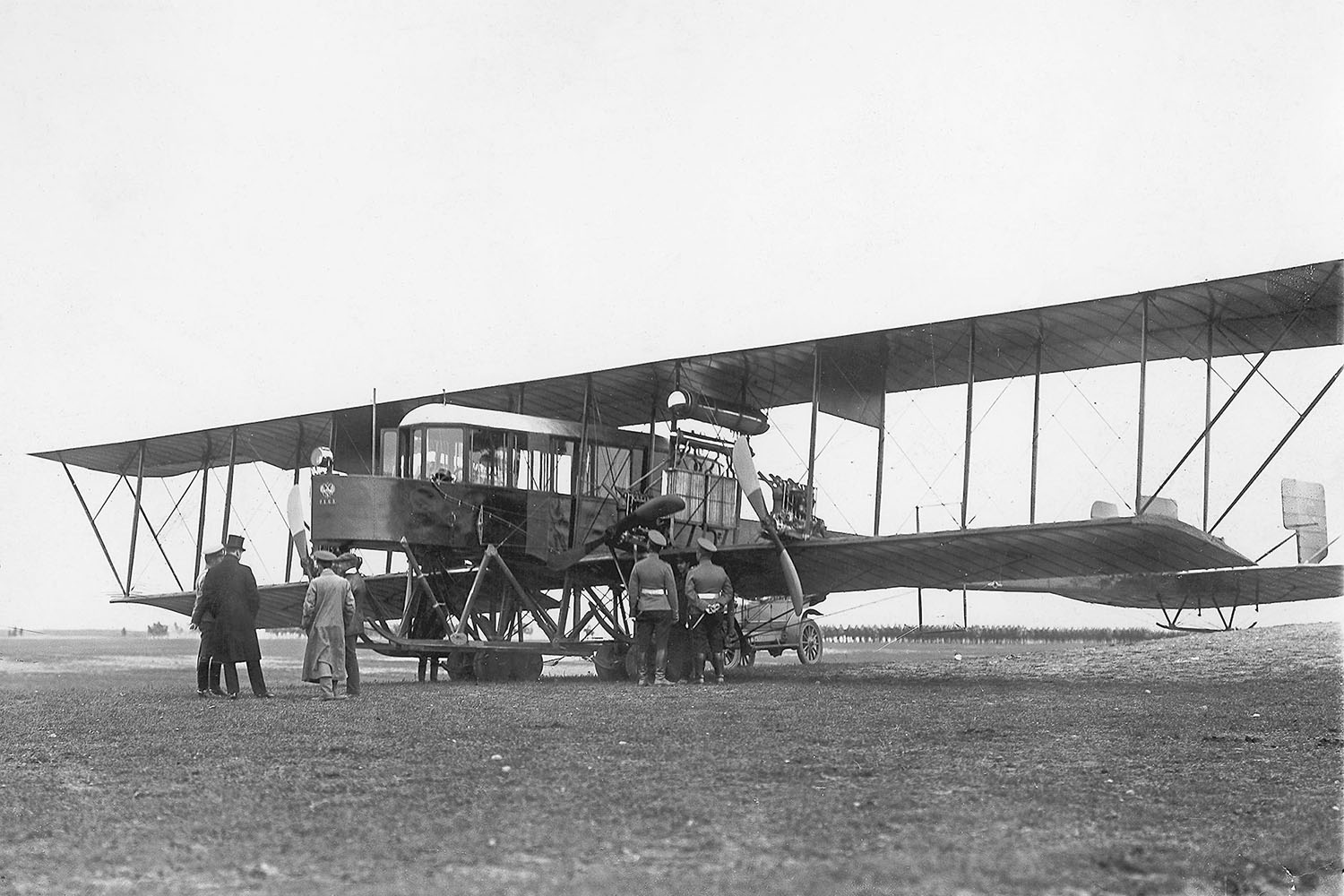
Li Grand

L'any 1913 Sikorski comença a dissenyar i construir el primer aeroplà quadrimotor del món, el conegut oficialment com Sikorski Russki Vityaz (cavaller rus), però el que aviat es va batejar com Li Grand a causa dels seus 28 m d'envergadura. Per primera vegada aquesta aeronau va oferir als usuaris unes innovacions com ara una cabina incorporada en el fuselatge, un servei (condícia), cadires entapissades, calefacció i d'altres comoditats pels 17 passatgers a bord. El següent aeroplà era fins i tot més gran; el Sikorski Ilià Múromets va ser utilitzat per la Flota Imperial com a bombarder pesat durant la Primera Guerra Mundial. Durant aquesta guerra, fins al 1917 a Rússia van ser construïts gairebé 80 bombarders d'aquest tipus. Solament un va ser-ne derrocat. L'aeronau Ilià Múromets construïda per Sikorski és considerada com l'antecedent dels actuals bombarders estratègics de llarg abast de la Força Aèria de Rússia.

### Als Estats Units
La Revolució russa (1917) va acabar amb la carrera de Sikorski en aquest país. Emigra a França on durant un temps participa en disseny i construcció d'un bombarder. El 1919 Sikorski, després de buscar infructuosament el seu lloc en l'aviació francesa, emigra als Estats Units amb 600 dòlars americans a la butxaca, viatja al país on no té ni familiars ni amics. Aconsegueix un treball temporal a McCook Field de Dayton, Ohio, ajudant a dissenyar un nou model de súper-bombarder. Molt aviat es queda sense feina i viatja a Nova York, on al principi treballa com a professor. L'any 1923 s'associa amb altres emigrants (oficials russos tsaristes) i estableix la seva pròpia companyia, Sikorski Air Engineering Corporation. La companyia es fusiona l'any 1928 amb la corporació United Aircraft. Fins al 1929, la companyia produïa els avions amfibis Sikorski S-38, S-39 i S-41.
Amb els anys les seves aeronaus van millorar substancialment en característiques tècniques, van augmentar l'altitud del vol, la velocitat i la càrrega útil que podien transportar. L'any 1934, la nau S-42 va establir el rècord d'altitud elevant 4900 quilograms de càrrega a 6200 metres sobre el sòl. El mateix any les aeronaus de Sikorski, S-38 van establir 8 rècords mundials de velocitat. No obstant això la contribució més important de Sikorski en l'aeronàutica va ser en el disseny dels helicòpters.
Sikorski sempre va tenir un gran respecte i autoritat dins de la colònia russa als Estats Units. El 1938, amb motiu de la celebració dels 950 anys de cristianisme a Rússia, va tenir l'honor d'obrir l'aniversari amb un discurs davant els seus compatriotes, emigrants russos als Estats Units. Fent referència a Fiódor Dostoievski i Vladimir Soloviov, Sikorski va dir: "El poble rus no ha de pensar sobre com tornar enrere i recuperar el que evidentment ja es va perdre, allò que no va resistir canvis d'història, allò que no es va saber preservar i cuidar. El poble rus ha de pensar en com sortir del pantà on es va embussar, obrir camins amplis i seguir endavant".
A mitjan dècada dels 30, Sikorski novament es concentra en disseny i construcció dels helicòpters. A l'abril de l'any 1939, la companyia de Sikorski es fusiona amb l'empresa Vought, com a resultat en neix una nova companyia aèria - Vought-Sikorski Aircraft. La nova empresa construeix helicòpters S-51, S-55, S-56, S-61, S-64 i S-65.
El Sikorski VS-300, construït el 1939, va esdevenir el primer helicòpter reconegut a Amèrica a nivell nacional i va introduir definitivament una nova manera del transport militar i comercial. Al maig del 1941, en una versió millorada, aquest helicòpter va establir un rècord de permanència en l'aire d'1 hora 32.4 segons. El següent model de Sikorski, el XR4, va realitzar el primer vol des de Strantford (Connecticut) fins a Dayton (Ohio), cobrint uns 1225 km en 5 dies (del 13 al 17 de maig del 1942). Els helicòpters de Sikorski estableixen diversos rècords mundials i en els anys posteriors comencen a prestar servei en l'Exèrcit dels Estats Units, també en altres institucions governamentals i companyies privades.
Al gener del 1943, Sikorski va fundar la seva pròpia companyia, la Sikorski Aero Engineering Company. L'exèrcit nord-americà aprova el projecte de Sikorski i va encarregar la producció en sèrie del R-4 i posteriorment durant la guerra li encarreguen la construcció d'altres dos aparells més grans. El 1945 la signatura de Sikorski va produir més de 400 helicòpters, situant-se en forma estable i dominant a l'avantguarda de la nova tecnologia. Al final de la Segona Guerra Mundial va semblar evident que l'helicòpter tenia un futur brillant al davant, i va haver-hi qui, com Sikorski, va predir que en el futur els helicòpters es difondrien enormement. Durant molts anys la companyia Sikorski va ser considerada com a líder indiscutible en la indústria aeronàutica dels Estats Units i mundial, específicament en construcció d'helicòpters.
Sikorski va ser el primer a introduir motors turbo en helicòpters, els helicòpters amfibis amb tren retràctil i "grues voladores". L'any 1967, el S-61 de Sikorski sobrevola i creua l'oceà Atlàntic. Tres anys més tard (1970), el S-65 creua l'oceà Pacífic (ambdós vols van ser realitzats amb càrrega de combustible en l'aire).
Sikorski roman actiu en la seva companyia fins a la seva mort a l'octubre del 1972.

### Actualitat
Per a l'any 2001, la companyia fundada per Ígor Sikorski 58 anys abans i que porta el seu nom, adjudica i absorbeix el 29% de tots els encàrrecs a la indústria a nivell mundial, solament considerant el mercat militar. Els helicòpters creats per aquest gran constructor també treballen en diferents tasques civils a tot el món.